# Пупуса
Пупуса (pupusa, мн. ч - pupusas) — коржик з начинкою, що походить з Сальвадору і Гондурасу, приготовлений на гридлі з кукурудзяного або рисового борошна. Пупуса зустрічається і в інших країнах Центральної Америки. З 1980-х років стала популярною як вулична їжа і в США.
Зазвичай корж наповнюють одним або декількома інгредієнтами, які можуть включати сир (наприклад, кесильйо або сир з бруньками ліани лороко), чичарон, капусту, кабачки або пересмажені боби. Зазвичай до неї подають куртидо (гострий салат з квашеної капусти) і томатну сальсу, зазвичай їдять руками.

## Походження
Відомо, що версія доколумбової пупуси була вегетаріанською і мала форму півмісяця.
Автор Карлос Кордова повідомляє про давню доіспанську віру індіанців у те, що різати коржики ножем було гріхом; їх треба ламати пальцями, оскільки кукурудза вважалася божественним зерном. Це може бути причиною того, що досі існує правило, що їсти папусу слід тільки руками.
Сальвадор та Гондурас сперечаються, хто є батьківщиною пупуси. Сальвадорський археолог Роберто Ордоньєс приписав створення пупуси народу Піпіль (населяли територію, нині відому як Сальвадор) через те, що назва означає «опухлий» або «надуватися» на мові піпіль. Гондурасські етимологи кажуть, що, оскільки мова піпіль близька до мови науатль, науа з Гондурасу могли створити цю страву. Проте прямих доказів немає.
Тема походження пупуси також піднімалася під час переговорів щодо CAFTA-DR (Угода про вільну торгівлю між Домініканською Республікою та Центральною Америкою). Обидві країни хотіли зробити пупусу ексклюзивним експортним товаром. Через два дні делегація Гондурасу поступилася правами Сальвадору.
У квітні 2005 року Законодавчі збори Сальвадора оголосили пупусу національною стравою, і щодругої неділі листопада відзначається Національний день пупуси.. Ярмарок пупуси зазвичай проводиться у цей день у столиці та кількох великих містах.
У 1980-х роках Громадянська війна в Сальвадорі змусила сальвадорців мігрувати в інші країни, в основному до Сполучених Штатів, що зробило папусу доступною в інших місцях: сальвадорські іммігранти принесли цю страву в більшість районів США, а також вона поширилася на Канаду та Австралію.

## Аналоги та варіації
Схожа мексиканська страва називається gordita (у перекладі з іспанської означає «пухка»), але гордітас зазвичай відкриті з одного кінця. У Венесуелі готують арепу: тісто спочатку готують, а потім розрізають навпіл і начиняють як гамбургер. У Колумбії є свій рецепт арепи, але, на відміну від венесуельських, колумбійські арепи зазвичай їдять без начинки або кладуть начинку в тісто перед приготуванням.
Різновидом пупуси в Сальвадорі є pupusa de arroz, родом з міста Олокуїльта на сході Сан-Сальвадору. Для приготування тіста використовується рисове борошно, і вони зазвичай фаршировані рубаною свининою, сиром, квасолею, кабачками та іншими овочами. Інший регіональний варіант із сальвадорської Алегрі, це pupusa de banano, в який додаються банани.
Пупуси також зустрічаються у сусідніх країнах Центральної Америки. У гондурасських версіях для начинки використовують місцевий сир кесильйо. У Коста-Риці доступні як "сальвадорські пупуси", так і місцеві версії. Там вони є основним продуктом регіональних карнавалів, відомих як фієсти.
у Сполучених Штатах пупусас зазвичай виготовляються з комерційної суміші кукурудзяного борошна та кукурудзяного тіста маса. Існують версії коржів з рисового та пшеничного борошна. У Санта-Фе, штат Нью-Мексико, для начинки використовують шпинат, пепероні, сир та зелений чилі.

## Галерея

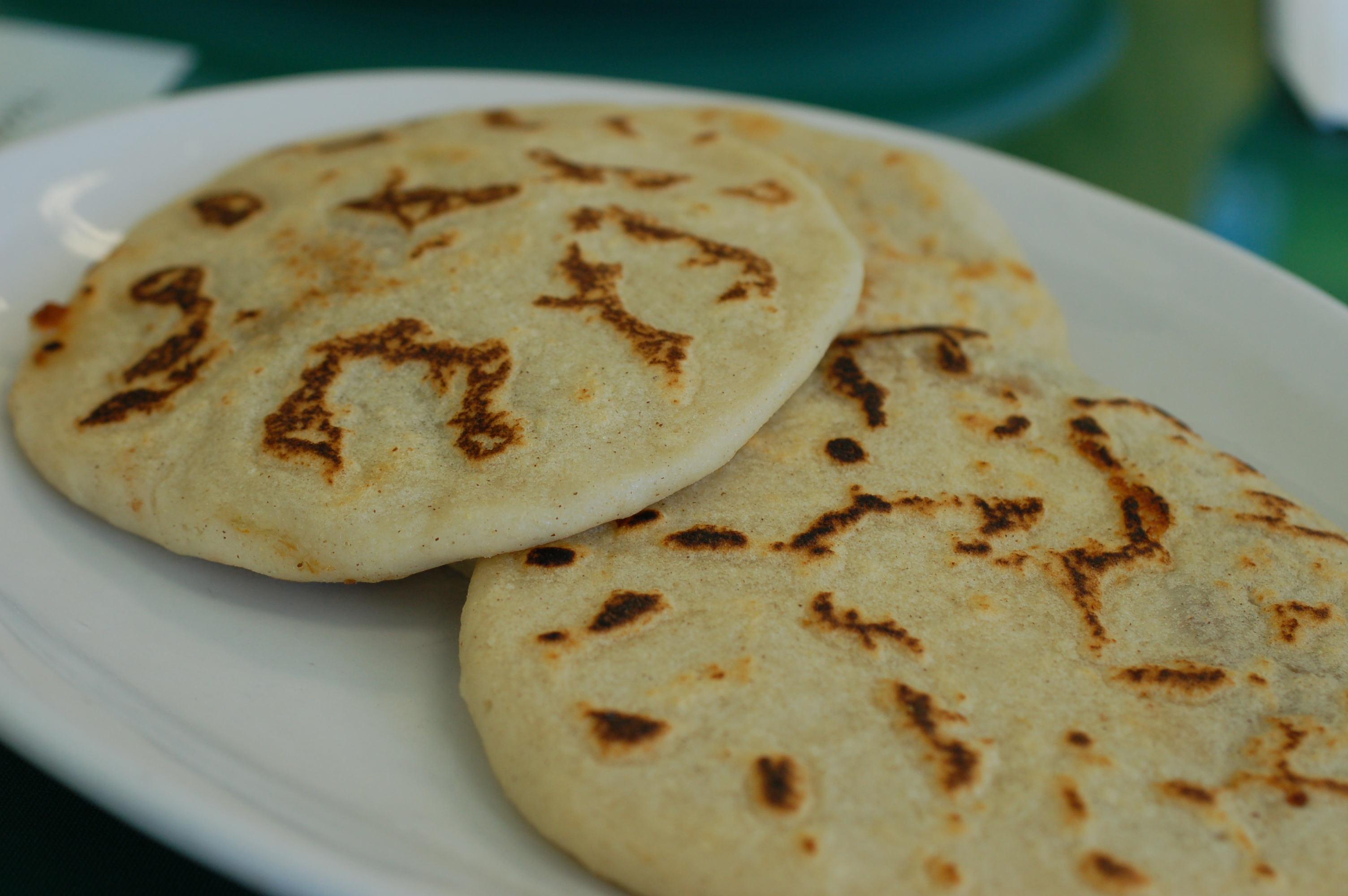
Pupusas revueltas, фаршировані м'ясом, квасолею та сиром
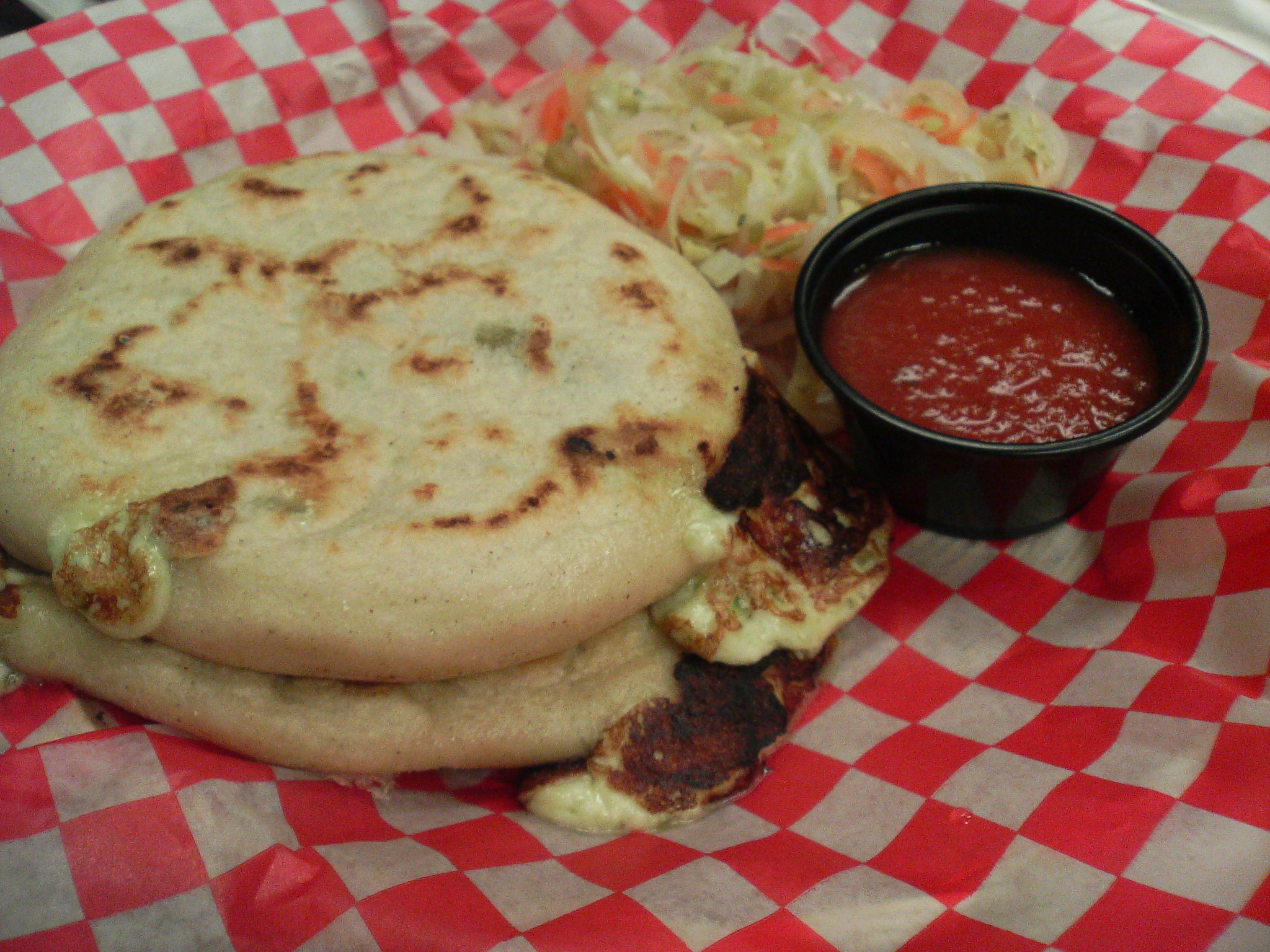
Пупуси та томатний соус
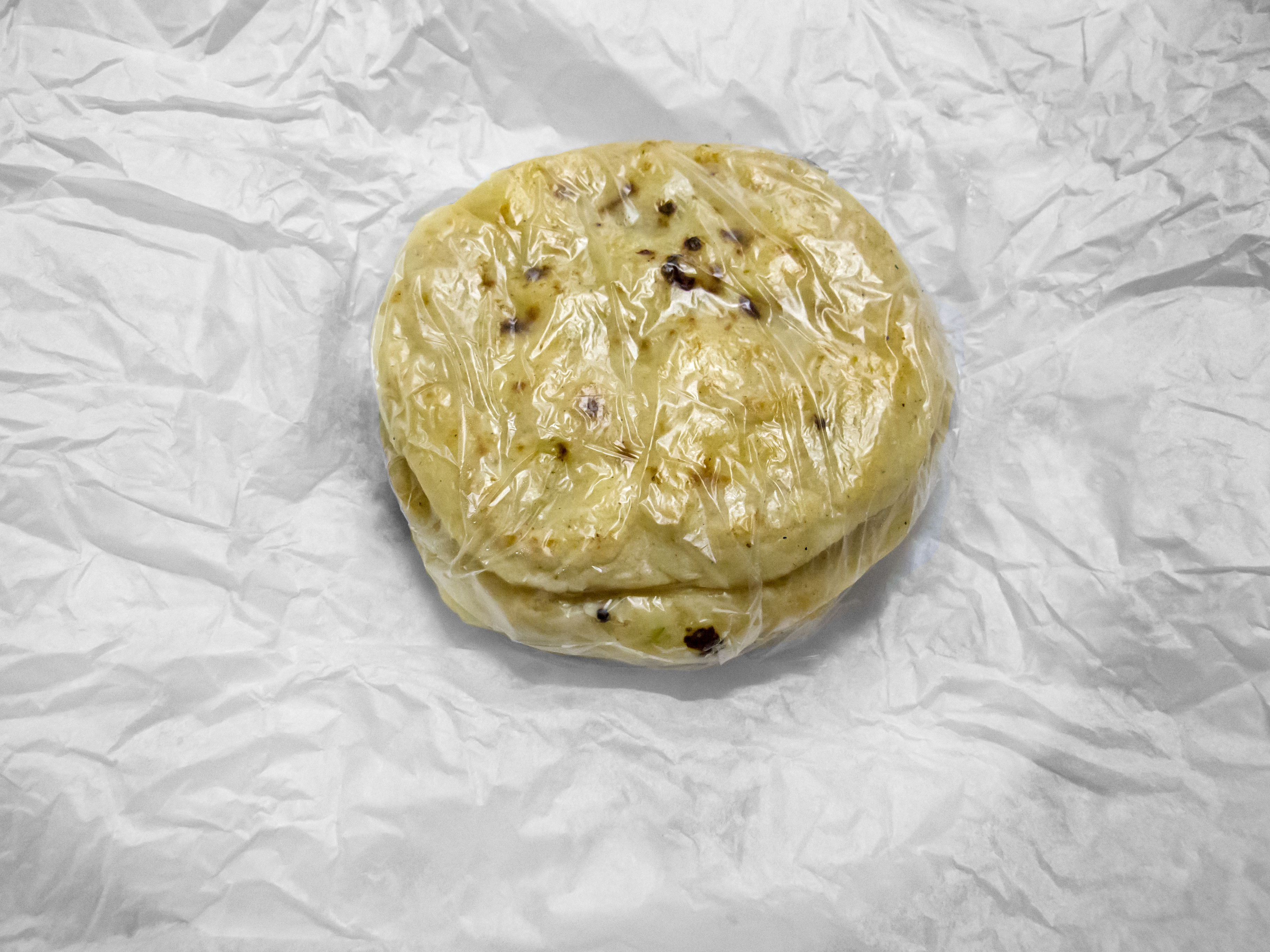
Пупуси на виніс в Сальвадорі
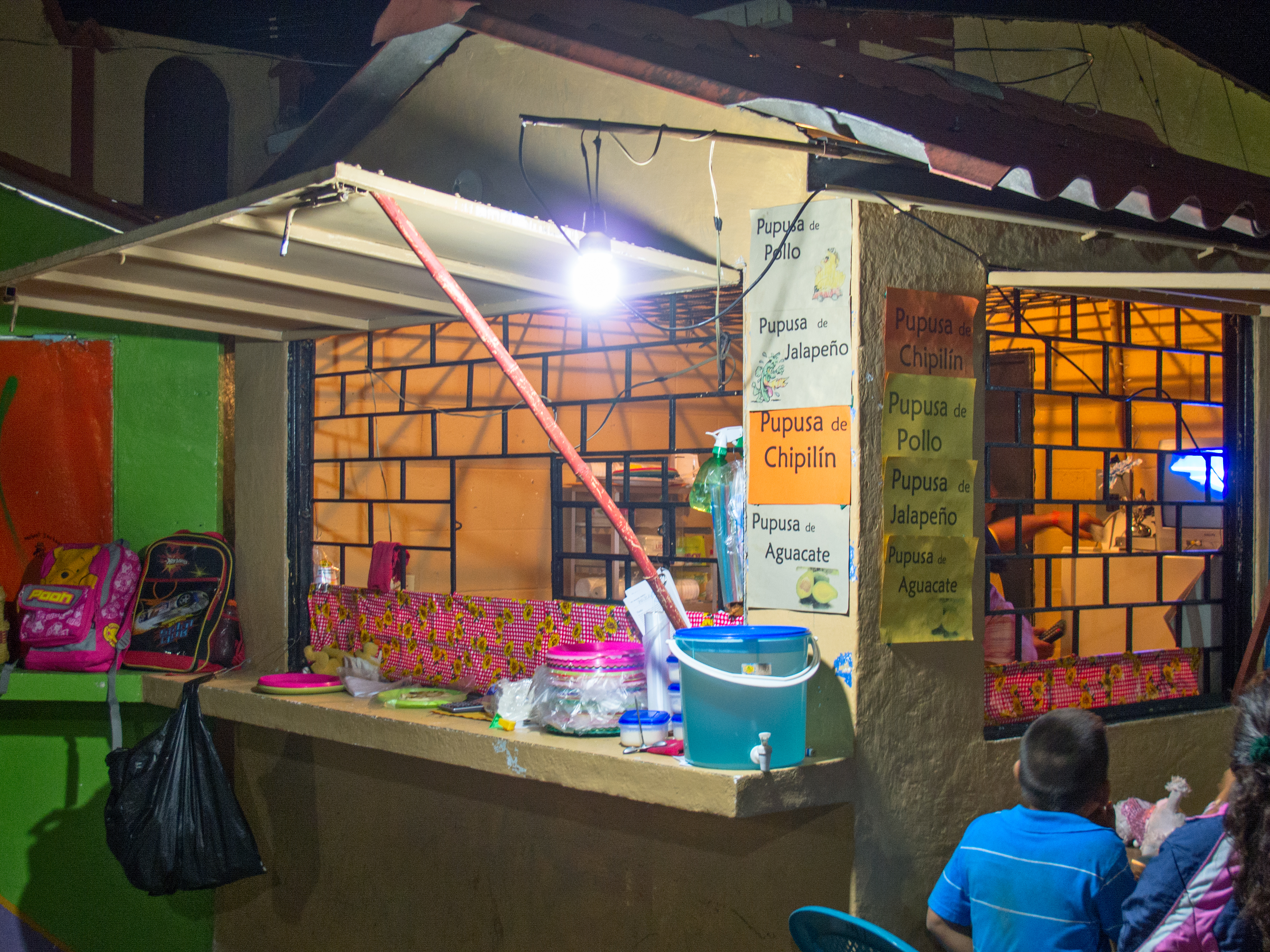
Пупуса в Сантьяго-Тексакуангос, Сальвадор. Начинки: курка, халапеньйо, чипілін та авокадо.
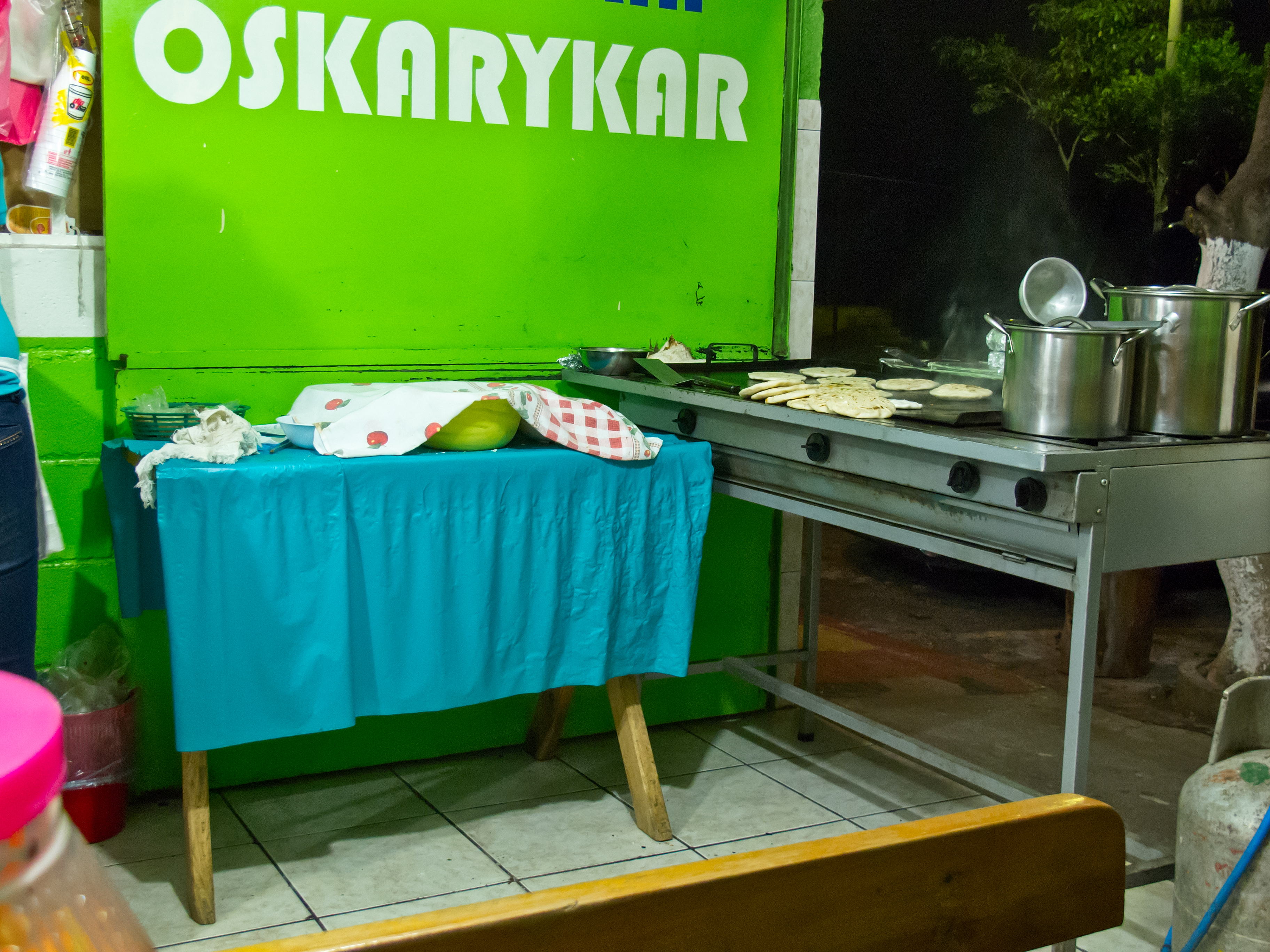
Пупусерія в Олокуїльте
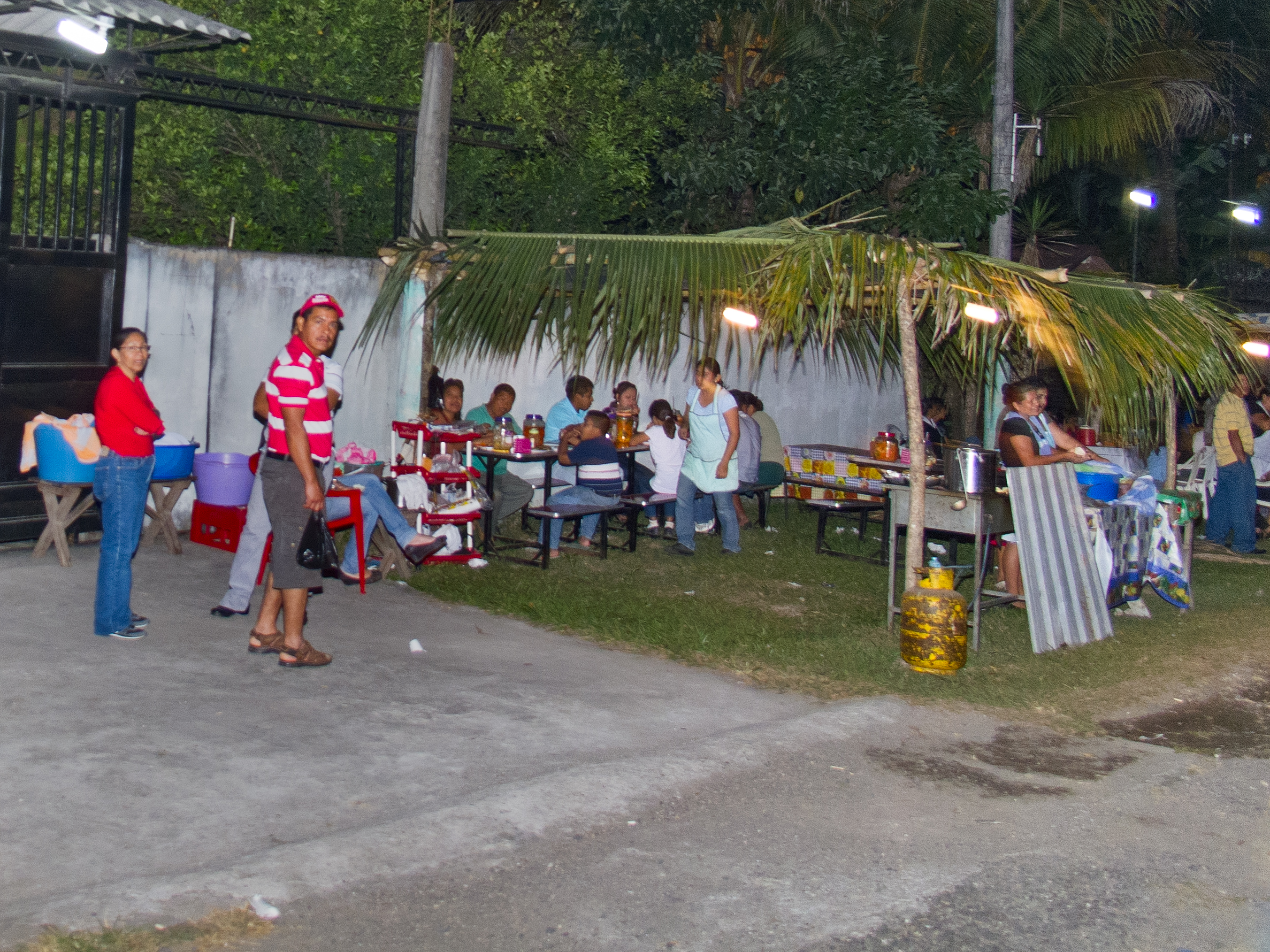
Пупусерія просто неба в Сальвадорі вночі